# Отель-де-Виль (Аоста)
Отель-де-Виль (фр. Hôtel-de-ville d'Aoste, итал. Municipio di Aosta) — ратуша в Аосте, в которой располагаются органы государственной власти города.

## История
Ранее на этом месте располагался конвент кордельеров (фр. Cordeliers), ветви монашеского ордена францисканцев, который пострадал в ходе Французской революции и был снесён для постройки новой ратуши и площади Эмиля Шану. Строительство здания, задуманного попечителем Эмманюэлем Биком (фр. Emmanuel Bich) и спроектированного архитектором Микеланджело Босси (итал. Michelangelo Bossi), началось в 1835 году и закончилось в 1841 году.
Два небольших фонтана у фасада символизируют две реки города — Дора-Бальтеа и Бютье. На крыше ратуши находятся часы с западной стороны и солнечные часы с восточной стороны.

## Галерея

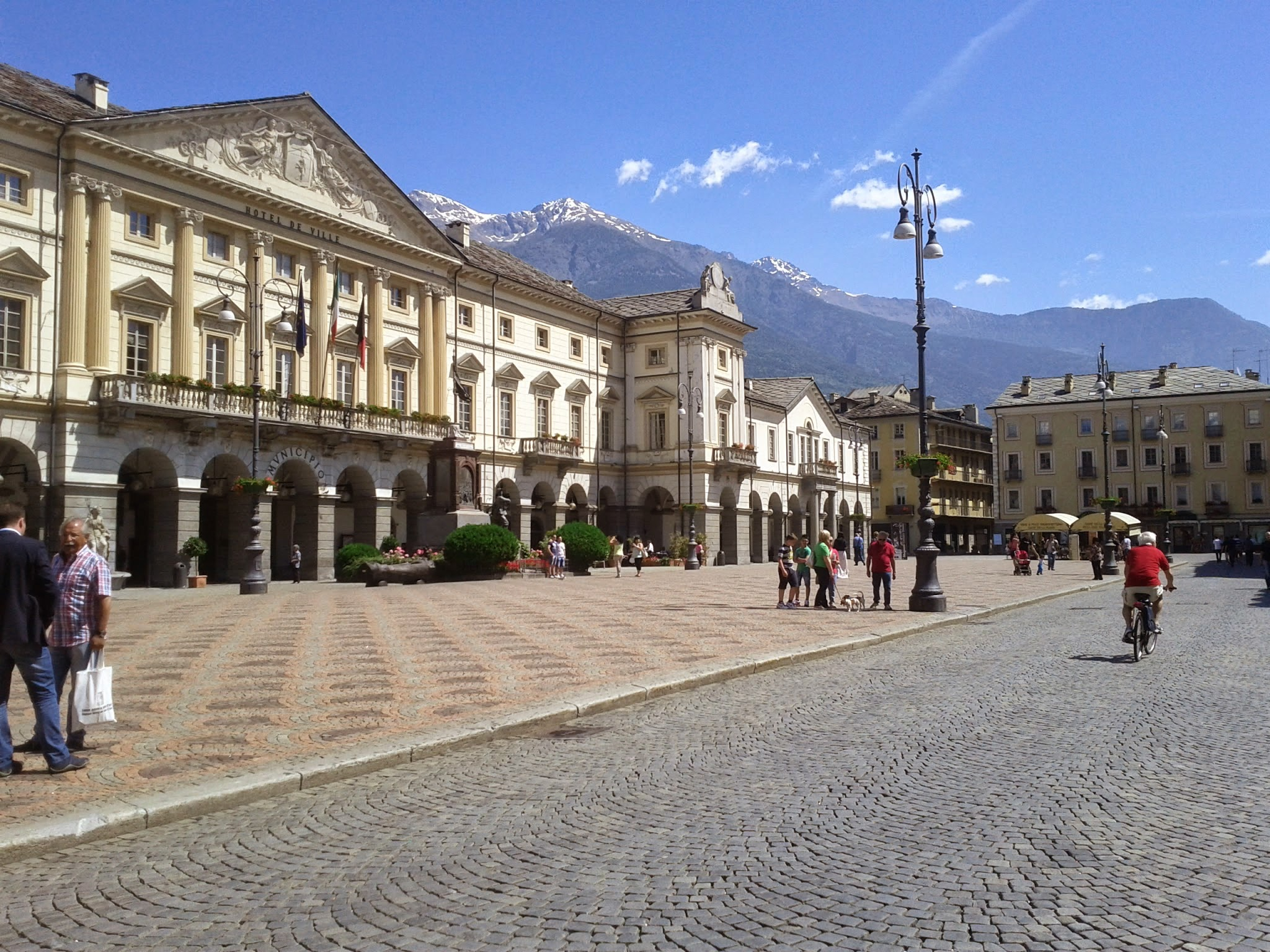
Ратуша и площадь Эмиля Шану
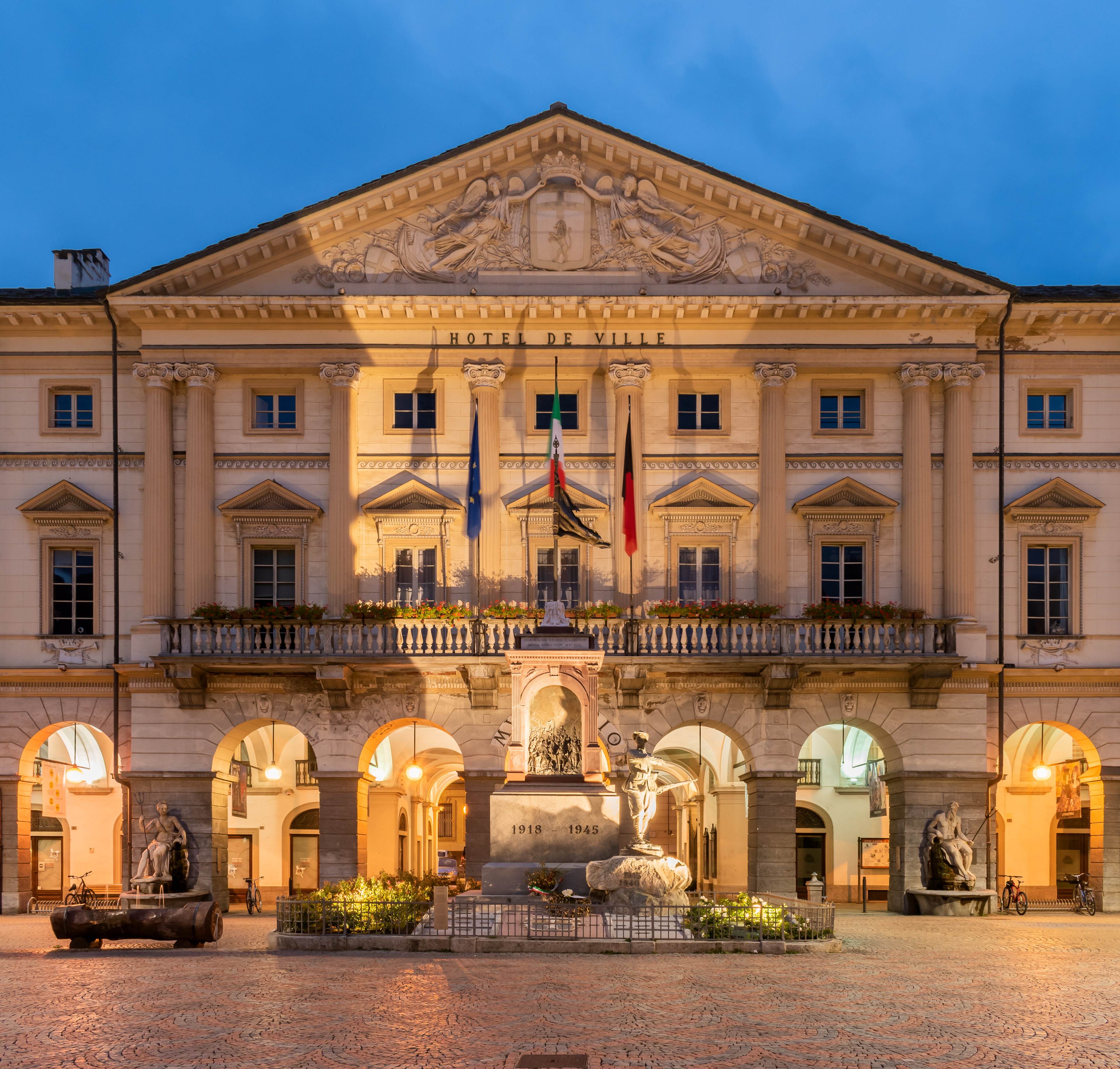
Отель-де-Виль в сумерках
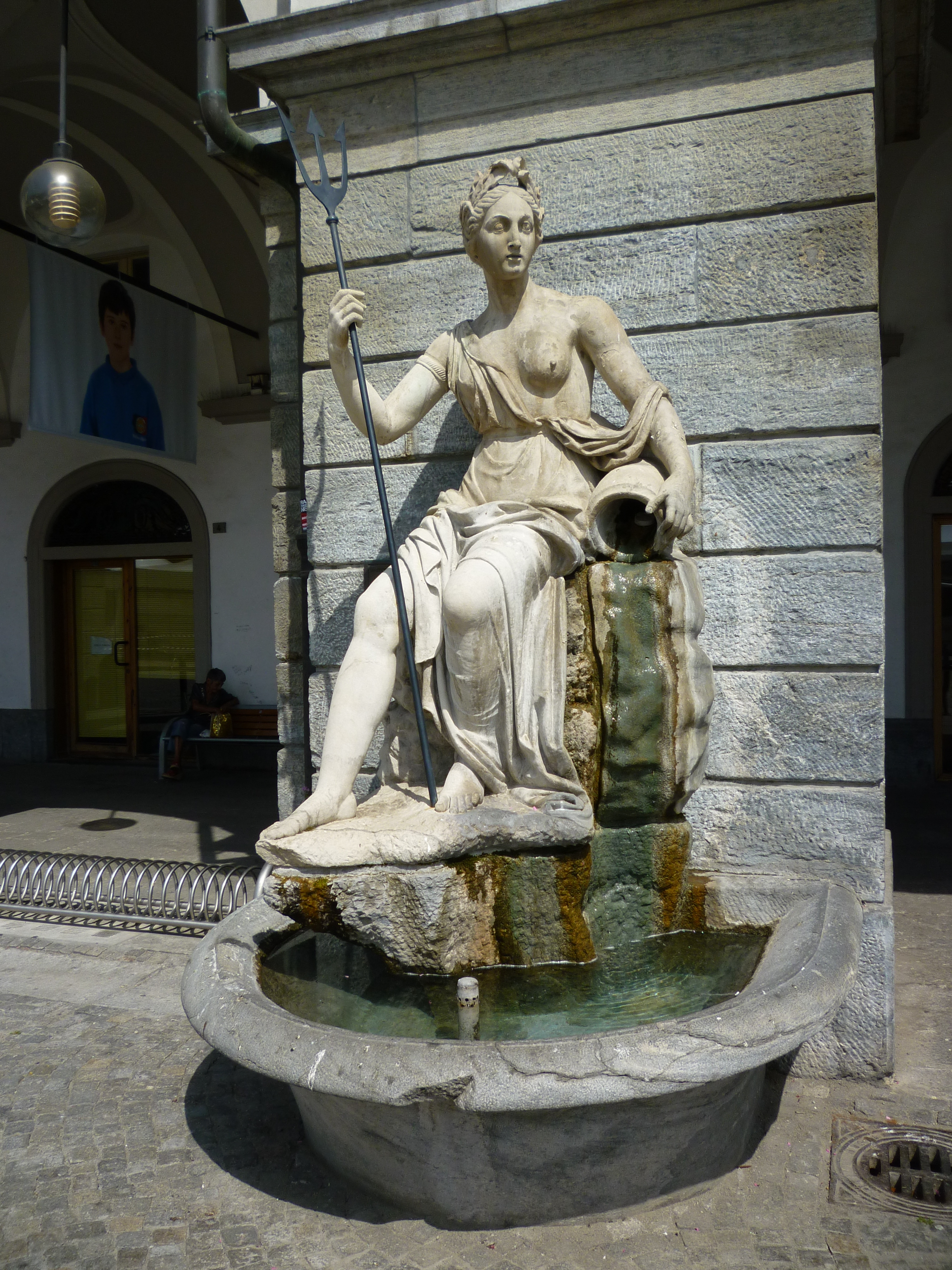
Фонтан Дора-Бальтеа
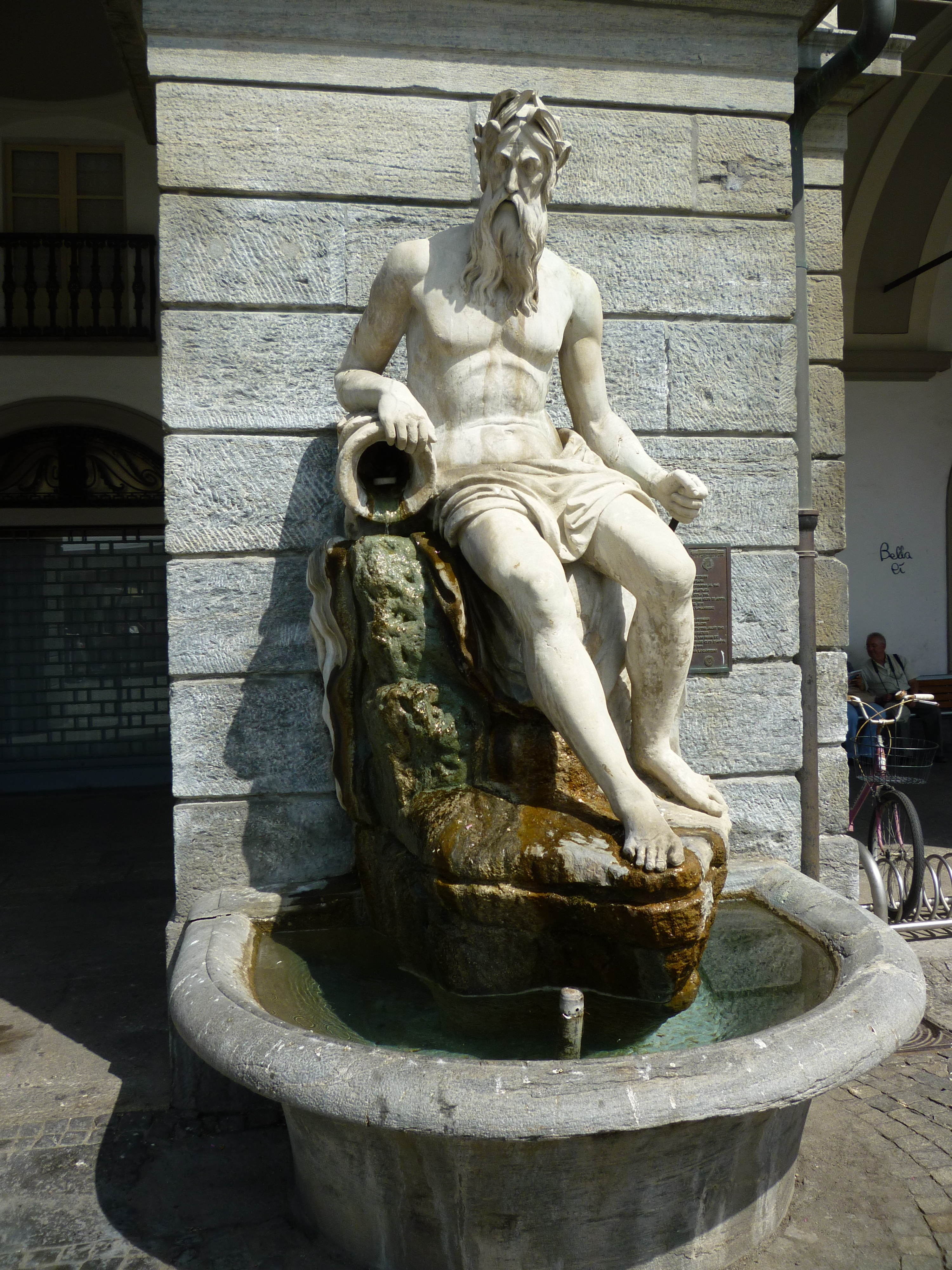
Фонтан Бютье́